# Эжени-ле-Бен
Эжени-ле-Бен (фр. Eugénie-les-Bains) — коммуна на юго-западе Франции в департаменте Ланды (регион Аквитания). Город является важным французским бальнеологическим курортом.

## География
Коммуна располагается на юго-востоке департамента Ланды, в 25 километрах юго-восточнее его административного центра Мон-де-Марсан, в 15 километрах западнее Эр-сюр-л'Адура и в 50 километрах к северу от По. Земли коммуны входят в границы винодельческого региона Турсан и через неё протекает небольшая река Бахус, приток реки Адур.

## История
Коммуна Эжени-ле-Бен была образована в 1861 году на основе квартала Сен-Лубуе, чьи термальные источники открыли римляне и впоследствии ценили философ Монтень и будущий король Франции Генрих IV.
Вновь образованная коммуна была названа в честь императрицы Франции Евгении, которая во время одной из своих многочисленных поездок на воды в Биарриц, приняла участие в торжественном открытии нового термального курорта.
Два термальных источника курорта Эжени-ле-Бен носят имя Impératrice (Императрица) и Christine-Marie (Кристина-Мария). Температура воды при выходе на поверхность составляет от 20 до 38 °C. Источники имеют следующий химический состав:
- Императрица — сульфаты, гидрокарбонат натрия;
- Кристина-Мария — серные соединения, сульфаты, соединения кальция, соединения магния, «термальный планктон»[1].

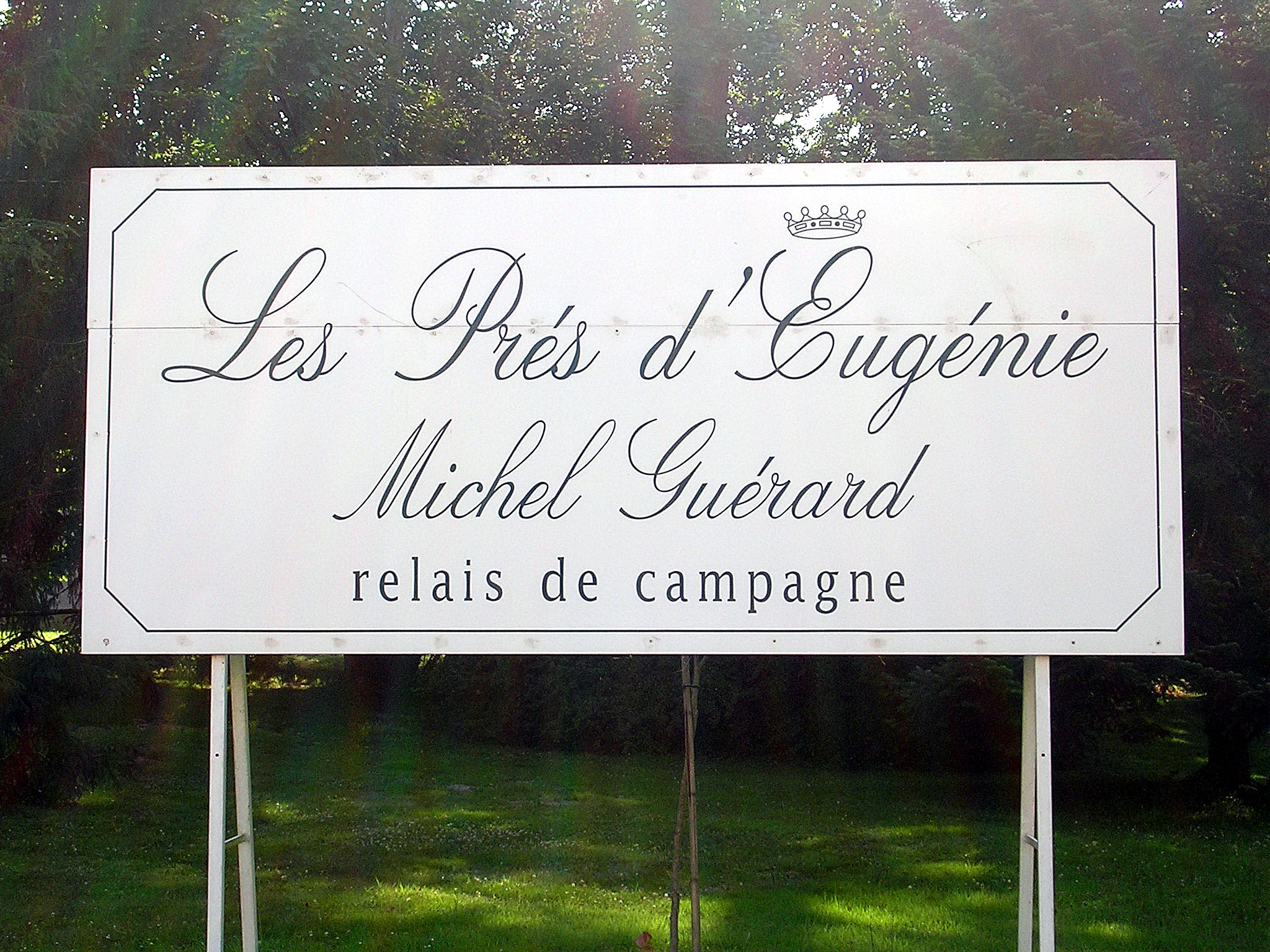
Вывеска отеля-ресторана Les Prés d’Eugénie

В 1862 году Евгения сопровождала своего супруга, императора Наполеона III, в поездке, посвящённой открытию новой железной дороги Тарб — Морсанкс. Застигнутая врасплох плохой погодой Евгения инкогнито нашла убежище у фермерши Марты-Алисы в окрестностях Сен-Лубуе. Слава о рулете из фарша перепелов и шалосского окорока, фирменном блюде фермерши Марты-Алисы, уже была известна императрице. Непогода не стихала и Евгения пожелала перекусить. Фермерша не узнала императрицу, но не сомневалась, что её гостьей была знатная дама. Желая угодить высокой гостье, Марта-Алиса разрезала один из караваев, которые уже подходили в печи, и вложила внутрь свой знаменитый тёплый рулет. После этого она разрезала такой пирог на куски, которые поднесла своей гостье, полив его соусом сальми, приготовленным с собственным красным вином Турсан. Императрица была покорена и между женщинами завязалась дружба, которая продолжалась в регулярной переписке. В знак благодарности за тёплый приём Евгения пригласила Марту-Алису в Париж на Всемирную выставку 1867 года. Представленная по этому случаю шеф-повару дворца Тюильри, Марта-Алиса раскрыла ему секрет своего блюда в знак дружбы с императрицей. Императорский двор был восхищён этим блюдом, которому дали название «фаршированного хлеба» (фр. Pain Farci en Croûte Belle Crinoline). В наше время Марта-Алиса считается одним из самых первых мастеров высокой кухни Ландов, чья слава дошла до Парижа.

## Достопримечательности
- Церковь Сен-Эжени
- Les Prés d’Eugénie (Ле Пре д’Эжени) — известный ресторан-отель мэтра высокой кухни Мишеля Герара (фр. Michel Guérard)
- Термальная водолечебница
- Водопад, парк и водные дорожки
- Арена ландской корриды
- Главная улица город rue René-Vielle
- Термальные источники Эжени-ле-Бен

## Мероприятия
- Престольный праздник устраивается во второй уикенд августа, с четверга по понедельник
- С середины февраля по ноябрь каждую среду утром на улице rue René-Vielle устраивается рынок